# メサルギアソリッド
『メサルギアソリッド スネークエスケープ』（MESAL GEAR SOLID SNAKE ESCAPE）は、小島プロダクション及びコナミコンピュータエンタテイメントジャパンとソニー・コンピュータエンタテインメントの共同制作による、「メタルギアシリーズ」と『サルゲッチュ』のコラボレーションゲーム作品。
2005年7月に発売されたPlayStation 2用ゲームソフト『サルゲッチュ3』にミニゲームとして収録された。

## 概要
元々『サルゲッチュ』のファンであった小島秀夫が、自らの作品である『メタルギアソリッド3 スネークイーター』（以下、MGS3）に、『サルゲッチュ』をモチーフにしたミニゲーム「猿蛇合戦」を同梱したことがきっかけで制作された。
ゲームシステムや操作性は『サルゲッチュ』とほぼ同様だが、ゲームのジャンルは「メタルギアシリーズ」の「タクティカル・エスピオナージ・アクション」を継承している。
元ネタとなる「メタルギアシリーズ」に劣らない作り込みや小ネタ、システムなどは話題となった。また、『メタルギアソリッド』（以下、MGS）の主人公・ソリッド・スネーク役の声を担当してきた大塚明夫は、本作でピポ・スネークとソリッド・スネークの一人二役を演じており、無線の会話は全てこれにあたる。また、大塚の声でサル語をしゃべる姿は多くのファンの反響を呼んだ。
本作は子供向けという意味もあり、サルゲッチュシリーズの操作方法で用いられている「グイッと」「コンコンコン」などの擬音が使われていたり、敵に見つかった時の警戒態勢の時間表示と状況表示が「ALERT（危険）」「EVASION（回避）」「CAUTION（警戒）」などのアルファベット表記から、「ゲキヤバ!!」「マジヤバ!!」「ヤバイ…」などの片仮名表記に変更されている。各フェイズの持続時間は10秒へと大幅短縮されたが、敵に関しては短時間気絶させることしかできない。さらにプレイヤーの体力は5マークライフ制（マーク半分のダメージを受ける場合があるため、実質的には10ライフ制）のみとなっているため、サルゲッチュシリーズから見た難易度は高めである。

## ストーリー
ある日のこと、特殊な訓練をうけて戦闘に特化した「ピポサル兵」が米軍の最新兵器「メサルギア」を強奪し、とある基地に立てこもるという事件が発生した。ピポサル兵達は、72時間以内にバナナ100億本を用意することを要求し、「時間内に要求が受け入れられない場合は、メサルギアから“ナマケモノ砲”を発射し、全世界の人間を怠け者にする」と言う。
事態を重く見た合衆国政府は、ロイ・キャンベルに協力を依頼し、伝説の傭兵・ソリッド・スネークを派遣するが、その後連絡が途絶え、消息不明となってしまう。これに困り果てたキャンベルは彼のハイスクール時代の友人であり、ピポサルの研究の第一人者でもあるハカセに協力を求め、ピポサルの捕獲を手伝ってもらうことに。しかし、ピポサルのスペシャリストであり、これまでに数々の事件を解決してきたカケル・ヒカル・サトル・サヤカの4人は夏休みで林間学校に行ってしまい、おまけにゲットアミも故障していて使用不可能。
そこでハカセはスネークの戦闘データをインプットしたピポヘルをかぶせたピポサルを現地に派遣した。彼のコードネームは「ピポ・スネーク」。そして彼には2つの任務が与えられた。一つは、ソリッド・スネークの捜索。そしてもう一つは、ピポサル兵達を武装解除しメサルギアを破壊することである。
世界の平和を守るためピポスネークのミッションが今、幕を開ける。

## キャラクター
ピポ・スネーク（声：大塚明夫）
伝説の傭兵、ソリッド・スネークの戦闘データをインプットしたピポサル。見た目や性格はスネークと同じだが使用言語はサル語。しかしとても含蓄のある言葉を発するときがある。武器は素手、バナナピストル、パイナップルボム、スイカボム。スネークのデータをインプットしてあるためかダンボールなども好んで使用する。またサルのためか「バナナ」という単語に反応してしまう。
全てが終わった後、人間スネークと友情を誓い合い、「その日その日をいきる」と言い残してどこかへ旅立っていった。
ソリッド・スネーク（声：大塚明夫）
過去3度にわたり、メタルギアの脅威から世界を救ってきた伝説の英雄。ピポサル兵の立てこもった基地に、キャンベル大佐の命令により潜入するが、無線機の故障により大佐と連絡が取れなくなってしまう。ピポ・スネーク潜入後は無線により、ピポ・スネークの任務をサポートする。ハカセからは「昔からかくれんぼが好きな子」と言われていたが、キャンベルには「得意なだけでむしろ大嫌い」と思われていた。容姿が『MGS3』のネイキッド・スネークに酷似しているが、同作のCGを流用しているため。また、後半から何者か（恐らくピポ・オセロット）の襲撃を受け、サポートできなくなってしまう。
ハカセ（声：八奈見乗児）
キャンベル大佐のハイスクール時代の友人であり、ピポヘルと様々なガチャメカを開発した人物。ピポサルにスネークの戦闘データをインプットしたヘルメットをかぶせることにより、ピポ・スネークを誕生させた。ハイスクール時代のニックネームは「ストーンヘッド（石頭）」だが、キャンベルにそう呼ばれて「もう戦いは終わった」と呼ばれるのを嫌がった上に、協力を求められた当初は、「もうそう言う仕事にはかかわらないと決めた」と言っていた（これらの事からハカセもキャンベルと一緒に戦争で戦ったとする説がある）。オタコンこと「ハル・エメリッヒ博士」とも友人であり、ステルス迷彩などの発明品の開発にも関わっている。
また冒頭のキャンベルとの会話でいきなりメタルギアキャラと同じ画風の顔になる。
ロイ・キャンベル（声：青野武）
スネークの元上官であり、ハカセの友人でもある。政府に召喚されハカセに協力を依頼。カケル達が林間学校に行ってしまい不在であることを「国家の一大事なんだぞ」と非難するが、ハカセに「こっちは一生に一度の学校行事じゃ！」と主張され、あっさり折れてしまった。
ピポ・オセロット
メサルギアを強奪し、ピポサル兵たちを従えているリボルバー・オセロットに似たピポサル。本作の黒幕である。ソリッドを倒し拷問を行なっていたことから戦闘能力は高いようである。オセロットとの関係は不明（ピポ・スネークのようにオセロットの戦闘データをインプットされたピポサルの可能性があるが、誰がオセロットのデータをインプットしたのかなどは謎が残る）。メサルギアを倒した後、彼との一騎討ちが始まる（『MGS』のソリッドとリキッドの決着のオマージュと感じさせられる）。
カケル・ヒカル・サトル・サヤカ
これまでの「サルゲッチュ」シリーズで活躍してきた主人公の4人組。しかし、今回は夏休みで林間学校に出掛けており、出番はなし。そのため、名前だけで本編には一切関わっていない。

### 敵キャラ・トラップ
ピポスネークのミッションを妨害する敵達とその警備システム。
ピポサル兵
特殊な訓練を受けたピポサルの兵士達。黄・赤・白の3種類が存在しており、ボス戦時ではパイロットとして登場する。
増援ピポサル兵
ピポスネークが兵士に発見された時だけに登場するピポサル兵士。容姿は黒パンツのピポサル。警戒が解除されると帰っていく。素手で倒してもモンキータグは入手できない。
監視カメラ
左右を監視しているカメラ。真下は死角になっているほか、バナナピストルで排除できる。
赤外線センサー
上下を行き来している警備システム。触れるだけで増援を呼ばれる。

### ボスキャラクター
メタルギアシリーズと同じく、ゲームを進めていくとその途中にいるボスと戦うこととなる。このゲームに登場するボスは最後のメサルギアを除き、全て『サルゲッチュ3』に登場するロボットの敵であり、BGMはそれぞれ、メサルギア以外のボスは『MGS3』のヴォルギンとのバトル、メサルギアは『MGS3』のシャゴホッドとのバトルの際に流れるBGMの流用。
サルローダー
ピポスネークが最初に戦うボス。ミッション3「ゆきのどひょう」にて登場。パイロットは白パンツのピポサル兵。機関銃の発砲、回転アタックを得意とする。後ろにあるネジが弱点。
サルUFO
ミッション5「だいえんかいじょう」に出てくるボス。パイロットは黄パンツのピポサル兵。ミサイルやキャノンボーグの大砲、ハートビームなどを使ってピポスネークに戦いを挑む。耐久力は低く、パイナップルボムを2回当てればすぐに倒せるが、その分スピードが速い。
ゾウロボ
ミッション7「いせきひろば」に出てくるボス。パイロットは赤パンツのピポサル兵2匹。外見は『サルゲッチュ3』のゾウロボと似ているが多少色が変わっていて、マンモスロボのように象牙も生やしており、足音も若干違う。踏み潰しや鼻のプロペラで相手を吸い込んで叩きつける攻撃がある。最終ボスのメサルギアと同じくライフが高めである。
メサルギア
最終ボス。乗っているのはピポ･オセロット。ピポサルが匍匐している形の機関車のような姿をしており、『MGS3』に登場するシャゴホッドを思わせる。ミサイルやパイナップルボム、突進攻撃でピポスネークを追い込んでいく。なお、手前に崖になっており、急いで倒さなければ崖から突き落とされ、どんなにピポスネークのライフが残っていても即ゲームオーバーとなる。メサルギアを倒すとピポ･オセロットとの1対1の最終決戦が始まる。
ちなみに、前述の「猿蛇合戦」にも、建造途中のものが登場している。

## 武器・アイテム
素手
ピポ･スネークの初期装備。最初から使えるが、武器を全て使い切るかピポ・オセロットとの最終決戦では強制的にこれに変えられる。
サマーソルトキックをピポサル兵にうまく当てるとしばらく気絶させ、モンキータグがゲットできる。
モンキータグ
ステージに配置されているピポサル兵を素手で気絶させると出現。
全て集めると秘密のパスワードがもらえる。
バナナピストル
素手と同じくピポ・スネークの初期装備のバナナ型拳銃。サプレッサーとレーザーサイトがついている。麻酔弾を放ち、ピポサル兵をしばらくの間気絶させられる（頭だとほぼ一発で気絶、体、足は二~三発で気絶する）が、時間は短い。
パイナップルボム
パイナップル型のグレネード。ボスとして登場する敵兵器の破壊に用いる。
スイカボム
スイカの形をした無線起動式爆弾。ミッション5「とこなつアイランドなんぶ」にてコンピュータを破壊するために重宝する。また、捕虜のいる部屋の壁を破壊する事が可能である。
ダンボール
言わずと知れたスニーキングミッションの必需品。かぶると敵の目をごまかせるが、接触するとバレてしまう。
レーション
「メタルギアシリーズ」おなじみの回復アイテムだが、形状は『サルゲッチュ』のビスケットのようになっている。
取るとピポスネークのライフが1マーク分増える。
※ピポスネークはこれらのアイテムを取る際に必ず「ゲッチュ」と言っている。

## 小ネタ
本作にも、「メタルギアシリーズ」ではおなじみの小ネタが存在する。
- 本編中にこのミニゲームを購入する際の価格が573（コナミ）ガチャチップ。
- タイトル画面が『MGS3』とそっくりで、L1ボタンを押すとタイトルの色が変わる。
- 無線の周波数が036.03（おさるさん）。
- ゲームオーバーの画面が『MGS』及び『MGS2タンカー編』の物とそっくりである。また、下の「CONTINUE」「END」の文字が先述の通りそれぞれ「つづける」「やめる」になっている他、そのゲームオーバーの画面では本家同様、主人公の仲間たちがランダムに叫んでいる（この作品で叫んでいるのはソリッド・スネーク、ハカセ、キャンベルの3人）。
- 劇中に、ピポサルのグラビアポスターが登場する。
- ソリッド・スネークが捕まり拷問されるシーンで、スイカボム・パイナップルボムを爆発させるとソリッド・スネークが死亡しゲームオーバーになる。
- 同じくソリッド・スネークのつかまっている部屋に、メサルギアと『サルゲッチュ』の主人公・カケルとナツミ、ソリッド・スネークのフィギュアがおいてある。この内、ナツミのフィギュアは『サルゲッチュ3』本編の「ひみつのしゃしん」にも写っている。
- ソリッド・スネークは原作と同じく迷彩柄のズボンを履いているが、本作ではその迷彩の柄がバナナになっている。
- 一定の条件を満たした状態でストーリーをクリアすると、次周回プレイからピポ・スネークが怪獣キャップを被った状態（『MGS3』のワニキャップを被ったスネークのオマージュ）で登場する。怪獣キャップは『MGSシリーズ』に登場する無限バンダナの役割がある。
- 敵兵士がドッグタグならぬモンキータグを持っており、全て集めると秘密のパスワードがもらえる。